# Nair de Teffé
Nair de Teffé von Hoonholtz (Petrópolis, 10 de junho de 1886 –  Rio de Janeiro, 10 de junho de 1981), mais conhecida como Nair de Teffé, foi uma aristocrata, pintora, cantora, atriz e pianista brasileira. É notada por ter sido a primeira caricaturista mulher do mundo, e por ter sido primeira-dama do país de 1913 a 1914, como a segunda esposa do Marechal Hermes da Fonseca, 8.º Presidente do Brasil. Foi, até agora, a pessoa que mais tempo teve a condição de ex-primeira-dama, por 67 anos.
Nair de Teffé conta no seu livro autobiográfico A verdade sobre a Revolução de 22: "Quem mais me animou no Brasil, no início da carreira, foi minha amiga Laurinda dos Santos Lobo, a "Marechala da moda", que em 1907, examinando uma caricatura que fiz sem ela saber, exclamou: "— Que "charmant"!".

## Biografia

### Família e ascendência aristocrática

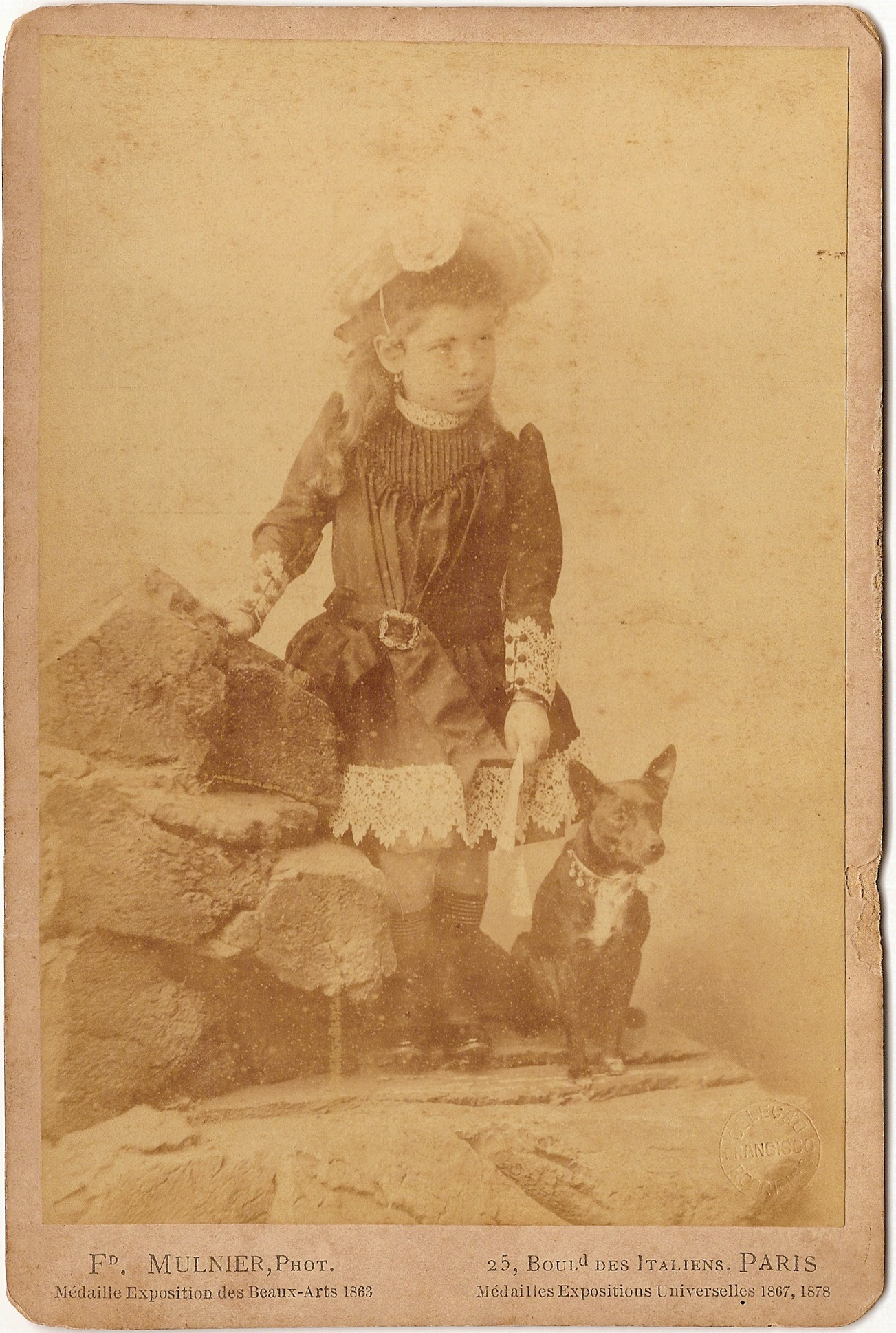
Nair de Teffé

Nascida na cidade de Petrópolis em 10 de junho de 1886, como filha do Antônio Luís von Hoonholtz, 1.º barão de Teffé, e de Maria Luísa Dodsworth von Hoonholtz, baronesa de Teffé, Nair tinha mais três irmãos: Álvaro, Oscar e Otávio. Pelo lado paterno era neta de Frederico Guilherme von Hoonholtz, conde von Hoonholtz. Pelo lado materno era sobrinha de Jorge João Dodsworth, 2.° barão de Javari, prima-irmã de Maria Leocádia Dodsworth de Frontin, condessa de Frontin, esposa do engenheiro Paulo de Frontin, conde de Frontin. Também foi tia de Manuel de Teffé e da marquesa Maria Luiza de Teffé Berlingieri, e tia-avó do ator Anthony Steffen.

### Estudos e começo de carreira

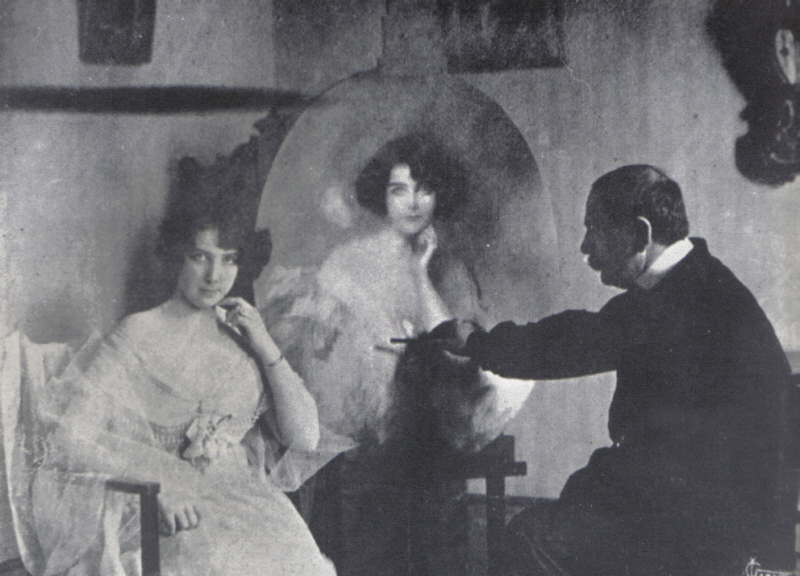
Nair de Teffé no solar de Petrópolis da sua família, sendo retratada pelo pintor francês Guirand de Scevola.

Nair estudou em Paris e Nice, na França, para onde se mudou com um ano de idade. Tendo regressado ao Brasil, iniciou sua carreira por volta de 1906.

### Primeira caricaturista mulher do mundo
Publicou seu primeiro trabalho, A Artista Rejane, na revista "Fon-Fon", sob o pseudônimo de Rian (Nair de trás para frente e com som semelhante a 'nada', em francês, que é "rien"). Também publicaram suas caricaturas da elite, dentre outros, os periódicos O Binóculo, A Careta, O Ken, bem como os jornais Gazeta de Notícias e da Gazeta de Petrópolis. Seu traço era ágil e transmitia muito bem o caráter das pessoas.

## Primeira-dama do Brasil

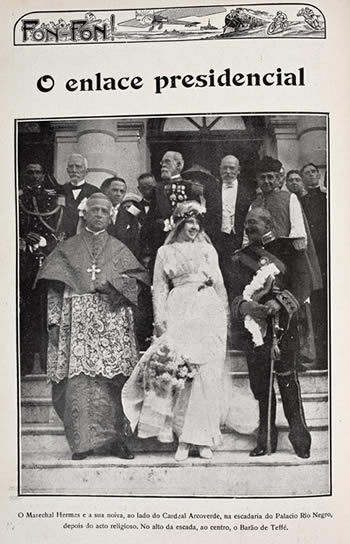
Casamento de Nair de Teffé com o presidente Hermes da Fonseca.

Deixou de exercer sua carreira como caricaturista em 8 de dezembro de 1913, ao casar-se com o então presidente da República, o marechal Hermes da Fonseca. Embora já estivessem noivos desde 6 de janeiro do mesmo ano. Hermes era viúvo de Orsina da Fonseca (falecida em 1912). Depois de casada, alterou seu nome para Nair de Teffé Hermes da Fonseca.
Lançou no Brasil a moda de calças compridas para mulheres e a de montar a cavalo como homem. A primeira-dama promovia saraus no Palácio do Catete — o Palácio Presidencial brasileiro da época —, que ficaram famosos por introduzir o violão nos salões da sociedade. Sua paixão por música popular reunia amigos para recitais de modinhas.
As interpretações de Catulo da Paixão Cearense fizeram sucesso e, em 1914, incentivaram Nair de Tefé a organizar um recital de lançamento do Corta Jaca, um maxixe composto por Chiquinha Gonzaga, apesar de Nair conhecer as músicas de Chiquinha, elas nunca se conheceram pessoalmente. Foram feitos críticas ao governo e retumbantes comentários sobre os "escândalos" no palácio, pela promoção e divulgação de músicas cujas origens estavam nas danças lascivas e vulgares, segundo a concepção da elite social. Levar para o palácio presidencial do Brasil a música popular foi considerado, na época, uma quebra de protocolo, causando polêmica nas altas esferas da sociedade e entre políticos. Rui Barbosa chegou a pronunciar o seguinte discurso no Senado Federal a 7 de novembro de 1914:
Uma das folhas de ontem estampou em fac-símile o programa de recepção presidencial em que, diante do corpo diplomático, da mais fina sociedade do Rio de Janeiro, aqueles que deviam dar ao país o exemplo das maneiras mais distintas e dos costumes mais reservados elevaram o "Corta-jaca" à altura de uma instituição social. Mas o "Corta-jaca" de que eu ouvira falar há muito tempo, o que vem a ser ele, sr. Presidente? A mais baixa, a mais chula, a mais grosseira de todas as danças selvagens, a irmã gêmea do batuque, do cateretê e do samba. Mas nas recepções presidenciais o "Corta-jaca" é executado com todas as honras da música de Wagner, e não se quer que a consciência deste país se revolte, que as nossas faces se enrubesçam e que a mocidade se ria!— Rui Barbosa.

## Vida pós-presidência

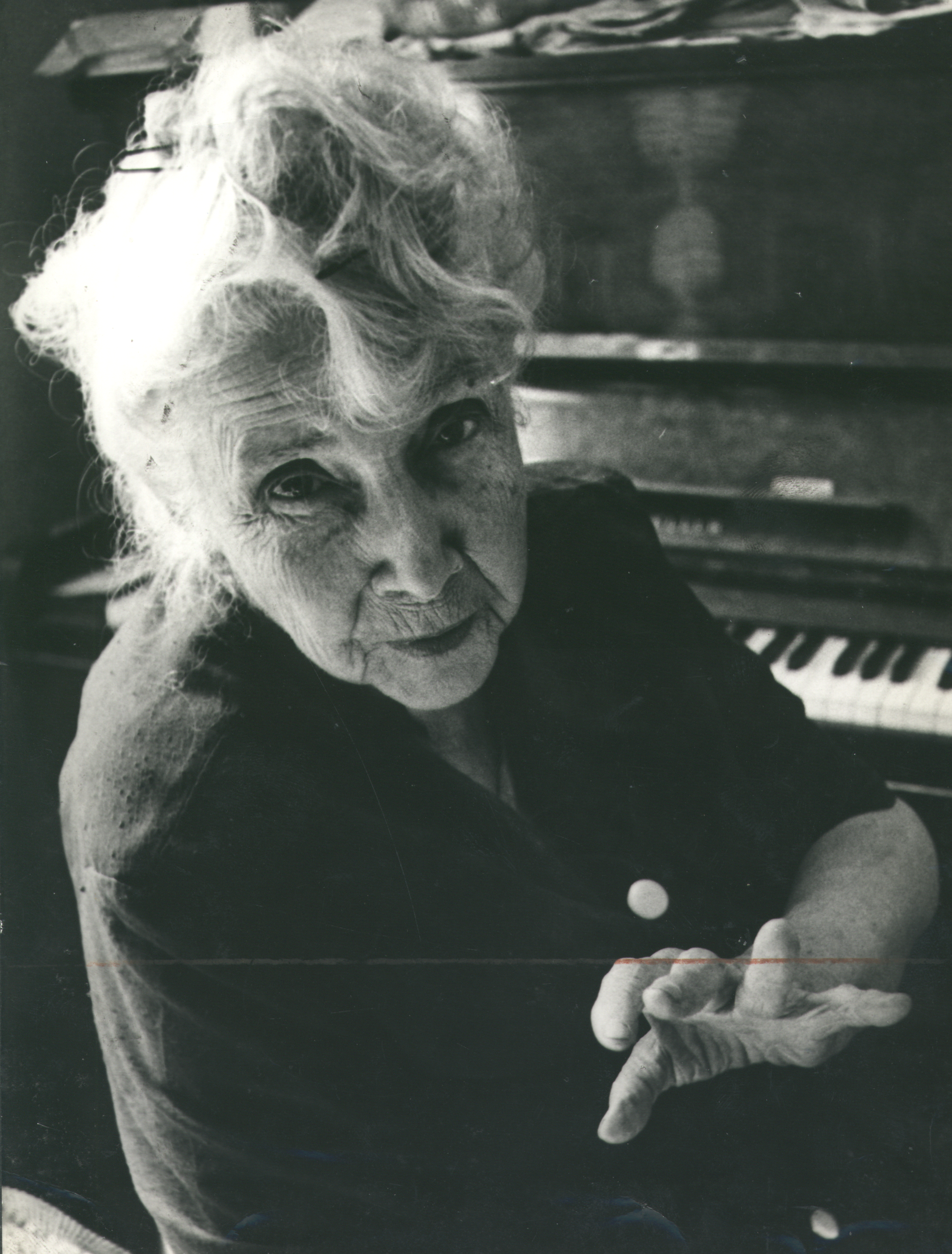
Nair de Teffé em 1970

Logo após o término do mandato presidencial, Nair mudou-se novamente para a Europa. Voltou para o Brasil por volta de 1921 e participou da Semana de Arte Moderna. Resolveu voltar para Petrópolis, onde foi eleita, em 1928, presidente da Academia de Ciências e Letras, que extinguiu em 1929 e fundou em seu lugar a Academia Petropolitana de Letras, sendo presidente até 1932. Em 9 de abril de 1929, Nair tomou posse na Academia Fluminense de Letras.
Em 1932, retornou ao Rio de Janeiro, onde fundou em 28 de novembro de 1932, o Cinema Rian, na Avenida Atlântica, em Copacabana. Quando foi morar em Pendotiba, em Niterói, adotou três crianças: Carmen Lúcia, Tânia e Paulo Roberto.

## Últimos anos
Dezessete anos depois, já viúva, Nair, aos 73 anos, voltou a fazer caricaturas, inclusive de várias personalidades. No fim dos anos 1970, participou das comemorações do Dia Internacional da Mulher.

## Morte
Morreu de infecção pulmonar agravada por insuficiência cardíaca, no Rio de Janeiro, no dia de seu aniversário de 95 anos, em 10 de junho de 1981.